# Enrico Bombieri (Diplomat)
Enrico Bombieri (* 21. Dezember 1887 in Rovereto; † 13. Oktober 1967 ebenda) war ein italienischer Diplomat.

## Studium
Er beendete sein Studium in Florenz am Collegio detto alla Querce (1867–1922) das vom Benemeriti Padri Giuseppe Boffito, Scrittori barnabiti geleitet wurde.
Nach seinem Studium an der juristischen Fakultät der Universität von Siena zog er nach Rom, wo er 1910 seinen Abschluss machte.

## Werdegang
1910 trat er in den auswärtigen Dienst des irredentistischen Königreichs Italien (1861–1946). Er wurde als Vizekonsul nach Marseille, Lugano und Manaos am Amazonas gesandt. 1921 erhielt er Exequatur als Konsul in Warna (Bulgarien), 1924 in Leningrad, 1926 in Kairo.
Von 1927 bis 1942 war er Ministre plénipotentiaire in Guatemala-Stadt und war auch bei den Regierungen in San Salvador und Tegucigalpa akkreditiert. 1942 wurde er nach dem Kriegszustand repatriiert und zum Ministre plénipotentiaire in Tunis ernannt.
Von den Briten gefangen genommen, wurde er in den Vereinigten Staaten interniert. 1944 wurde er von der Regierung Badoglio, Ivanoe Bonomi wieder in den auswärtigen Dienst aufgenommen. Von 1946 bis 1949 war er Ministre plénipotentiaire in Den Haag. Von 1949 bis 1952 war er Botschafter in Lima nächst der Regierung von Peru.
Die Regierungen in London und Paris befürworteten eine Rückkehr Italiens als Verwaltungsmacht des UNO-Treuhandgebiets im ehemaligen Italienisch-Libyen nach Tripolitanien in Libyen. Um Sachzwänge zu schaffen, förderte die britische Regierung ab 1947 die Rückkehr italienischer Siedler nach Tripolitanien. Am 17. Mai 1949 scheiterte der Bevin-Sforza-Plan in einer Sitzungsperiode der Generalversammlung der Vereinten Nationen in Flushing-Meadows-Park. Italienische Siedler blieben nach der Unabhängigkeit 1951/52 des Königreich Libyen. 1952 nahm eine Delegation unter der Leitung von Enrico Bombieri Verhandlungen mit dem Königreich Libyen zum Status der italienischen Bürger im Königreich auf.

## Auszeichnungen
- Ritter des Großkreuzes der Krone von Italien
- Commendadore des Ordens vom Heiligen Stuhl. Maurizio und Lazaron
- 1931 trat er in die Accademia roveretana degli Agiati ein[1]